# Южаков, Владислав Геннадьевич
Владисла́в Генна́дьевич Южако́в (род. 25 января 1986 года, Чусовой, Пермская область) — российский саночник, выступающий за сборную России с 2004 года. Участник двух зимних Олимпийских игр, чемпион мира 2019 года в командных соревнованиях, чемпион Европы, обладатель серебряной медали чемпионата мира, многократный призёр национального первенства, мастер спорта.

## Биография
Владислав Южаков родился 25 января 1986 года в городе Чусовой, Пермская область. Активно заниматься санным спортом начал в местной школе олимпийского резерва под названием «Огонёк» в возрасте десяти лет, наибольшего успеха добился в парном разряде вместе со своим школьным другом Владимиром Махнутиным, с которым был давно знаком и жил буквально в соседних домах. Их сотрудничество со временем стало приносить плоды, в сезоне 2006/07 они дебютировали в парных состязаниях Кубка мира и сумели подняться до девятнадцатой позиции общего зачёта, показав лучший результат на этапе в латвийской Сигулде, где приехали двенадцатыми. Следующий сезон провели значительно лучше, заняв в мировом рейтинге двенадцатую строчку. Медленно, но верно их двойка постоянно прогрессировала, вскоре став ведущей в сборной России.
Благодаря череде удачных выступлений Южаков удостоился права защищать честь страны на Олимпийских играх 2010 года в Ванкувере, где в двойках занял десятое место. В следующем году они с Махнутиным стали победителями национального первенства, выиграв у ближайших преследователей по сумме двух попыток 0,738 секунды. Наиболее успешным в плане персональных достижений для россиянина получился сезон 2011/12, когда Южаков завоевал серебряную медаль на чемпионате мира в немецком Альтенберге и выиграл золото европейского первенства на домашней трассе в Парамоново, а также вновь одержал победу на чемпионате России. Кроме того, на этапе Кубка мира в австрийском Иглсе им с Махнутиным удалось финишировать вторыми, и это первая медаль в копилке сборной в парном разряде за последние пятнадцать лет. Успех во многом объясняется привлечением квалифицированного лихтенштейнского механика Вольфганга Шедлера и немецкого тренера по физической подготовке Мартина Хиллебранда.
В 2014 году Южаков принял участие на Олимпийских играх в Сочи, где финишировал девятым в мужской парной программе.